# Mnyambe
Mnyambe è una circoscrizione rurale (rural ward) della Tanzania situata nel distretto di Newala, regione di Mtwara. Conta una popolazione di 7 578 abitanti (censimento 2012).